# 大河原あゆみ
大河原 あゆみ（おおかわら あゆみ、1986年4月19日 - ）は、日本のアナウンサー。元日本テレビ系列山口放送（KRY）のアナウンサー。

## 略歴
神奈川県横浜市出身。横浜国立大学教育人間科学部附属横浜中学校、神奈川県立光陵高等学校、共立女子大学卒業。2007年にはミス日本コンテストファイナリストに選ばれた。
大学卒業後の2009年、山口放送入社。2013年10月31日をもって退社後、フリーアナウンサーとなる。
2013年からゲーム業界でゲームキャスターとしての活動を開始。ゲームタイトルのプロモーション企画制作にも携わっている。
2018年1月2日、第1子の女児を出産。
2020年からアナウンサー業に加え、VR法人HIKKY PRマーケティングチーフを経て、営業統括に。
ゲームやVRの特殊知識が豊富な個性派アナウンサーとして名を馳せている。

## 人物・エピソード
- 大学生時代に29種類のアルバイトをしていたことがある。アナウンサースクールの学費や全国受験の費用を稼ぐため、塾講師、通訳、飲食店などを経験。これによって、「様々な職業の尊さを学ぶことができた」という。
- アナウンサー全国受験は、北は北海道から、南は宮崎まで全国受験。節約のため、青春18きっぷと夜行バスのみで行脚。漫画喫茶や深夜のファミレスで寝泊まりしながら、アナウンサー受験をしていたという。
- 最大の得意分野はゲーム。2013年からゲーム番組のキャスターや、東京ゲームショウなどのイベントMCに数多く出演する。ニコニコ超会議、闘会議でも欠かせない存在。女性でMCだけではなく、ゲーム実況ができる貴重な人材である。現在、最も好きなゲームはFORTNITE。
- ゲーム業界ではMCだけでなく、大手ゲーム会社のタイトルやプラットフォームの、プロモーション企画運営・キャスティングも行う。
- ゲームに関しては、プレイするだけでなく開発技術に関する知識が豊富。ゲーム開発業界を代表するイベント、CEDEC、GTMFにMCとして毎年出演。VR,AIなどの分野にも強く、プロモーションに携わっている。
- 日本の伝統芸能が好き。特に落語ファンを公言しており、週1回は寄席に通い、DVDやCD、写真集、関連漫画を集めるほど。2011年10月には「笑点」の山口県公開収録で前説を務めていた。
- 夫は落語家の桂枝太郎。結婚式には師匠の桂歌丸も出席した。娘の名前は歌丸師匠の名前から一字をもらい「笑歌」と命名。
- 高校サッカー・少年サッカーのリポーターを5年間担当していた縁か、Jリーグの試合にも足を運び頻繁にブログで紹介する。川崎フロンターレの後援会に所属する他、日本サッカー協会公認D級コーチの資格を取得している。
- 小学校4年生から高校生まで陸上競技部。山口放送時代にも、「下関海響マラソン」でフルマラソンを完走リポート。元読売巨人軍の宮本和知選手の伴走リポートも務めた。
- 自身でも大学時代バンドサークルに所属してギター＆ボーカルを担当するなど、音楽好き。山口放送時代には、ラジオ音楽番組を制作していた。
- 大学時代の専攻は、家政学部被服学科。服飾デザインの他、一から洋服や浴衣・着物・ドレスを制作することができる。
- 食生活アドバイザー・フードアナリスト検定の資格を持つ。
- 日本チャイルドマインダー協会特別講師を務めている。MFA国際救急救護法資格所持者。
- 2021年5月に落語協会・落語芸術協会が共同で行った「寄席支援クラウドファンディング」では、一落語ファンとして本人の貯金から30万円を寄付した[3][4]。

## アナウンサーとしての担当番組

### 山口放送時代
- テレビ
  - ZIP!
  - Oha!4 NEWS LIVE
  - NNNストレイトニュース
  - 真相報道 バンキシャ!
  - Going!Sports&News
  - 秘密のケンミンSHOW『辞令は突然に…〜奥様はさすらいの女子アナ編〜』（2013年5月16日・23日）
  - 熱血テレビ
  - ナビすた!
  - KRYニュース
  - スクープアップやまぐち
  - 24時間テレビ 「愛は地球を救う」
  - 全国高等学校クイズ選手権 山口県大会（2012年）
  - 中四国レインボーネット
  - KRYさわやかモーニング（メインキャスター／「あゆみの一歩」という冠コーナーを持ち企画も兼務）
- ラジオ
  - 恋する☆オンガク
（メインパーソナリティ。当時｢大河原あゆみの…｣と付けられた冠番組でスタート。ディレクタ―、音響、編集作業、ゲストキャスティング兼務）
  - J-Hits COUNTDOWN（マンスリーパーソナリティ）
  - KRYニュースウェーブ6
  - こりゃえーが
  - もしかしてどぶろっくだけど
- ラジオ、テレビ共通
  - スポーツ中継（全国高等学校野球選手権山口大会実況中継、全国高校サッカー選手権大会、下関海響マラソン、防府読売マラソン、中国山口駅伝など）

### ゲストとしての出演番組
- おはよう日本（NHK）
- おはようBiZ（NHK）
- NEWSZERO（日本テレビ）
- TheSigns（NHKワールド）
- ニュースキャスター（TBS）
- 王様のブランチ（TBS）
- サンジャポ（TBS）
- めざましテレビ（フジテレビ）
- 紅リサーチ（テレビ朝日）
- 直撃コロシアム（TBS）
- ありがとッ！（テレビ神奈川）
- イチオシ!2泊3日の旅（BS日テレ）
- ASOBIBA!（スカパー!）
- デイリ―ニュース横浜（不定期出演中）

- イベントMC関連
  - ブラバン・ディズニー・コンサート　総合司会
  - みずほ銀行　プレミアムクラブイベント　総合司会
  - トヨタファイナンス株式会社　２５周年記念イベント　総合司会
  - 総務省ＭＲＡ国際ワークショップ　　総合司会
  - Microsoft×WEGO×フナコシステム記者会見　司会
  - JINS KEKKIKAI 2017　総合司会
  - EXILE PROFESSIONAL GYM【サッカー元日本代表・岡田武史監督×EXILE USA】司会
  - 雪印メグミルク　ボトラッテ記者会見　司会

など、その他多数
- ゲーム関連イベント司会
  - 東京ゲームショウ NTTdocomo 2019総合MC（FORTNITE 実況・機動戦士ガンダム バトルオペレーション2）
  - 東京ゲームショウ 日本HP OMEN 2017・2018MC（PUBG・レインボーシックスシージ）
  - 東京ゲームショウ 角川ゲームス 2016総合制作
  - 次世代ワールドホビーフェア　FORTNITE 総合MC
  - ニコニコ超会議 MC
  - ニコニコ闘会議 SEGA MC（ぷよぷよクエスト・チェインクロニクル・オルタンシアサーガ・蒼空のリベラシオン）
  - セガフェス 2016総合MC（三国志大戦・蒼き革命のヴァルキュリア）
  - セガネットワークスファン感謝祭 2015総合MC（ぷよぷよクエスト・チェインクロニクル・オルタンシアサーガ）
  - SEGA モンスターギア全国大会 闘会議 MC
  - CROOZ エレメンタルストーリー１周年記念 企画制作＆MC
  - SEGA 公式ニコ生「SEGAAPP研究所」 メインMC
  - ぷよぷよクエスト　4周年スペシャル公式生放送　メインMC
  - X-LEGEND 星界神話 ビギナーズアンバサダー
  - X-LEGEND みっちりねこPOP WebCMプロデューサー
- ゲーム開発技術関連イベント司会
  - CEDECアワード 総合MC
  - GTMF 東京＆大阪 総合MC
  - UNREALFEST 総合MC
  - HTC ViveなどVR系　各イベントMC
  - シンギュラリティバトルクエスト　MC

## 学生時代の活動
- 2007年度ミス日本全国大会ファイナリスト（関東地区代表）
- 2006年度 準ミス共立女子大学　桜姫
- APAホテル真心笑顔親善大使　グランプリ（初代）
- フジテレビラボ「ワッチミー!TV」パーソナリティー
- 「お台場レインボーステーション」パーソナリティー